# ゴールデン・サマー
『ゴールデン・サマー』（The Golden Summer ）は、1953年に刊行されたエラリー・クイーンのうちフレデリック・ダネイによる児童小説。ダニエル・ネイサン名義。

## 物語
舞台は1915年のアメリカ、ニューヨーク州のはずれにある小さな町エルマイラ。主人公のダニーは小柄で胸板は薄く、腕も細い。小さな顔に大きな耳と鼻、ごつい大きな眼鏡。マーク・トウェインの主人公さながらの日々を過ごす10歳の少年を描いた半自伝小説。
夏の長期休暇が終わる新学期初日の切なさに至るまで、少年期の「こがね色の夏」の思い出が語られる。

## 主な登場人物
ダニー
本作の主人公。エルマイラの町に住む少年。少年期のフレデリック・ダネイがモデル。
チャド
ダニーの友人。ダニーよりは大柄。
サートリアス
ダニーの友人。のんき者で好奇心旺盛。
オーガスト
ダニーの友人。ガキ大将。

## 特記事項
- 本書の執筆動機は、相方のマンフレッド・リー抜きで一人で長編を書けるかといった挑戦もあったという[注 3]。
- 児童小説（半自伝小説）ではあるが、随所に推理小説のテクニックが駆使されており、読者の注意をひく内容になっている。

## 日本語訳書
- 谷口年史訳『ゴールデン・サマー』東京創元社、2004年。ISBN 978-4-48801323-3。